# Gmach Szkoły Wojennej w Bydgoszczy
Gmach Szkoły Wojennej w Bydgoszczy – zabytkowy budynek w Bydgoszczy, aktualnie pozostający w zarządzie Ministerstwa Obrony Narodowej. 

## Położenie
Budynek stoi we wschodniej pierzei ul. Gdańskiej, w obszarze ograniczonym ulicami: Dwernickiego, Żołnierską, Czerkaską i Gdańską. Cały ten obszar leży w obrębie Osiedla Leśnego w Bydgoszczy.

## Historia
Budynek wzniesiono w latach 1913-1914 według projektu architektów niemieckich Arnolda Hartmana i Roberta Schlezingera. Aby doszło do wybudowania gmachu, w 1913 roku włączono obszar o powierzchni około 22 ha w granice administracyjne miasta.
Obiekt był przeznaczony na siedzibę niemieckiej Szkoły Wojennej (niem. Kriegschule), ale jego właściwemu wykorzystaniu przeszkodziła I wojna światowa. W tym czasie mieścił się tu niemiecki szpital wojskowy.
W 1920 roku budynek został przejęty przez polskie władze miasta. Dzięki staraniom ówczesnego Wiceministra Spraw Wojskowych generała Kazimierza Sosnkowskiego - miasto po długich pertraktacjach odstąpiło gmach Ministerstwu Spraw Wojskowych. 11 lipca 1920 gmach zajęła Wielkopolska Szkoła Podchorążych Piechoty przeniesiona z Poznania. 1 sierpnia 1922 szkoła została przekształcona w Oficerską Szkołę dla Podoficerów, a 9 sierpnia 1928 przemianowana na Szkołę Podchorążych dla Podoficerów. W pierwszej połowie 1938 w budynku umieszczono Szkołę Podchorążych Marynarki Wojennej.
Od 1 lipca 1943 do 17 stycznia 1945 w budynku, zajętym przez Niemców, mieściła się Szkoła Wywiadu i Kawalerii (niem. Aufklärungs- und Kavallerieschule). Po wyzwoleniu Bydgoszczy w styczniu 1945 stacjonowali tu żołnierze radzieccy. 
W latach 1947–2007 mieścił się w gmachu Dowództwo Pomorskiego Okręgu Wojskowego, zaś od 2007 Inspektorat Wsparcia Sił Zbrojnych.

## Architektura
Masywny gmach zbudowano na planie litery E w stylistyce eklektycznej z wyraźną przewagą elementów neobarokowych. Budynek posiada wydatny ryzalit środkowy i skrzydła boczne, kryte wysokimi dachami, w których umieszczono mansardy, facjatki i lukamy.
Od frontu widoczny jest portyk kolumnowy, z kolumnami w typie toskańskim, nad którym usytuowano balkon zwieńczony eliptycznym frontonem. Całość podzielona została szeregiem dekoracyjnych, profilowanych gzymsów oraz szerokimi lizenami. Wśród elementów dekoracji architektonicznej i sztukatorskiej występują: kamienne tralki i szyszaki, płomieniste wazony, lambrekiny oraz herby Bydgoszczy. We wnętrzach zachował się pierwotny układ i wystrój klatek schodowych, arkadowego hallu, korytarzy i przedsionków ze ścianami wyłożonymi boazerią lub podzielonymi pilastrami z pseudobelkowaniem i dekoracją sztukatorską sufitów.
Obok dawnej szkoły, w północno-zachodnim narożu parceli, znajduje się budynek dawnej Dyrekcji (niem. Kommanado). Jest to okazała willa z portykowymi gankami, tarasami i balkonami oraz wystawkami nakrytymi trójkątnymi i półkolistymi naczółkami, wpiętymi w wysoki łamany dach. Cały teren otoczony został żeliwnym ogrodzeniem, który zdobią kamienne panoplia.

## Galeria

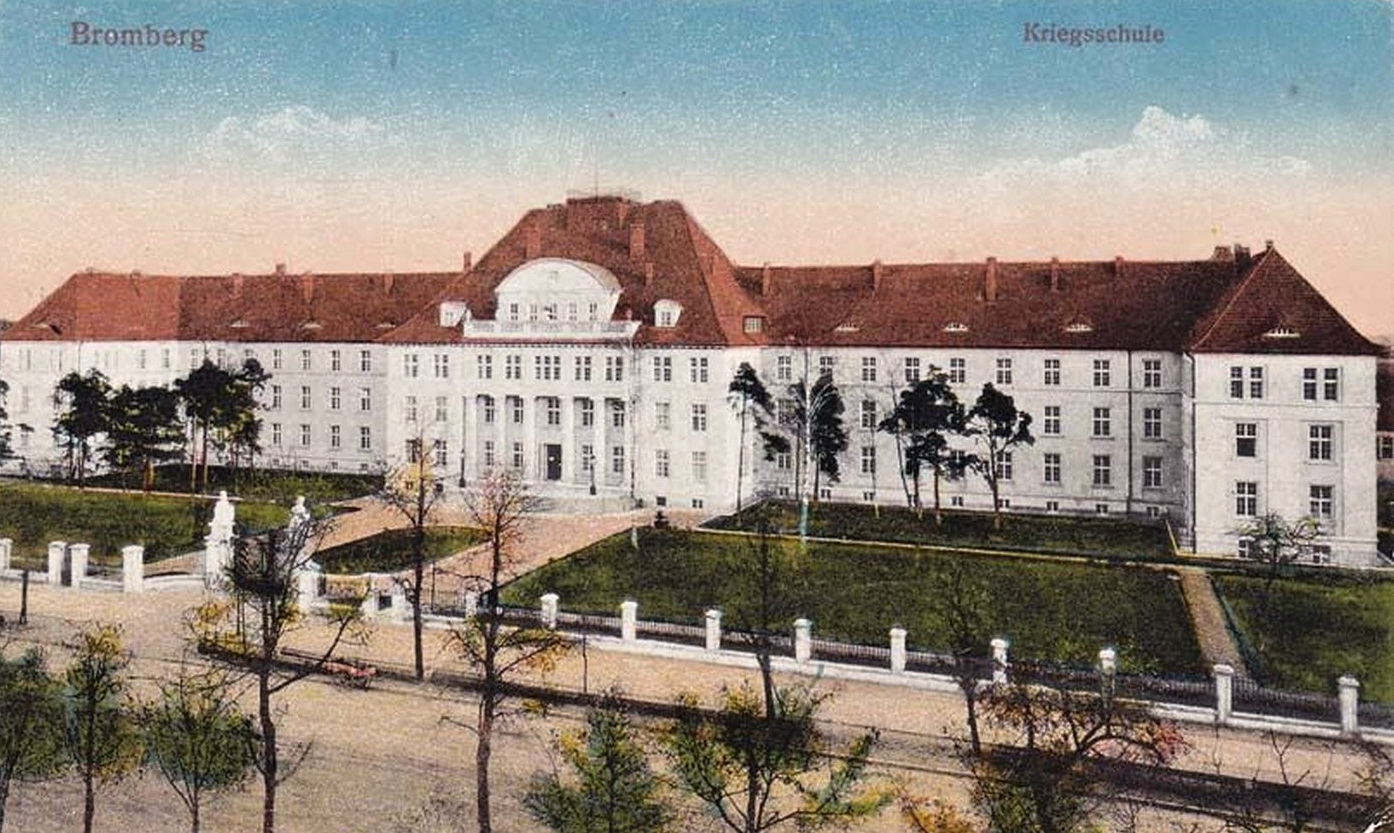
Widok w roku 1916
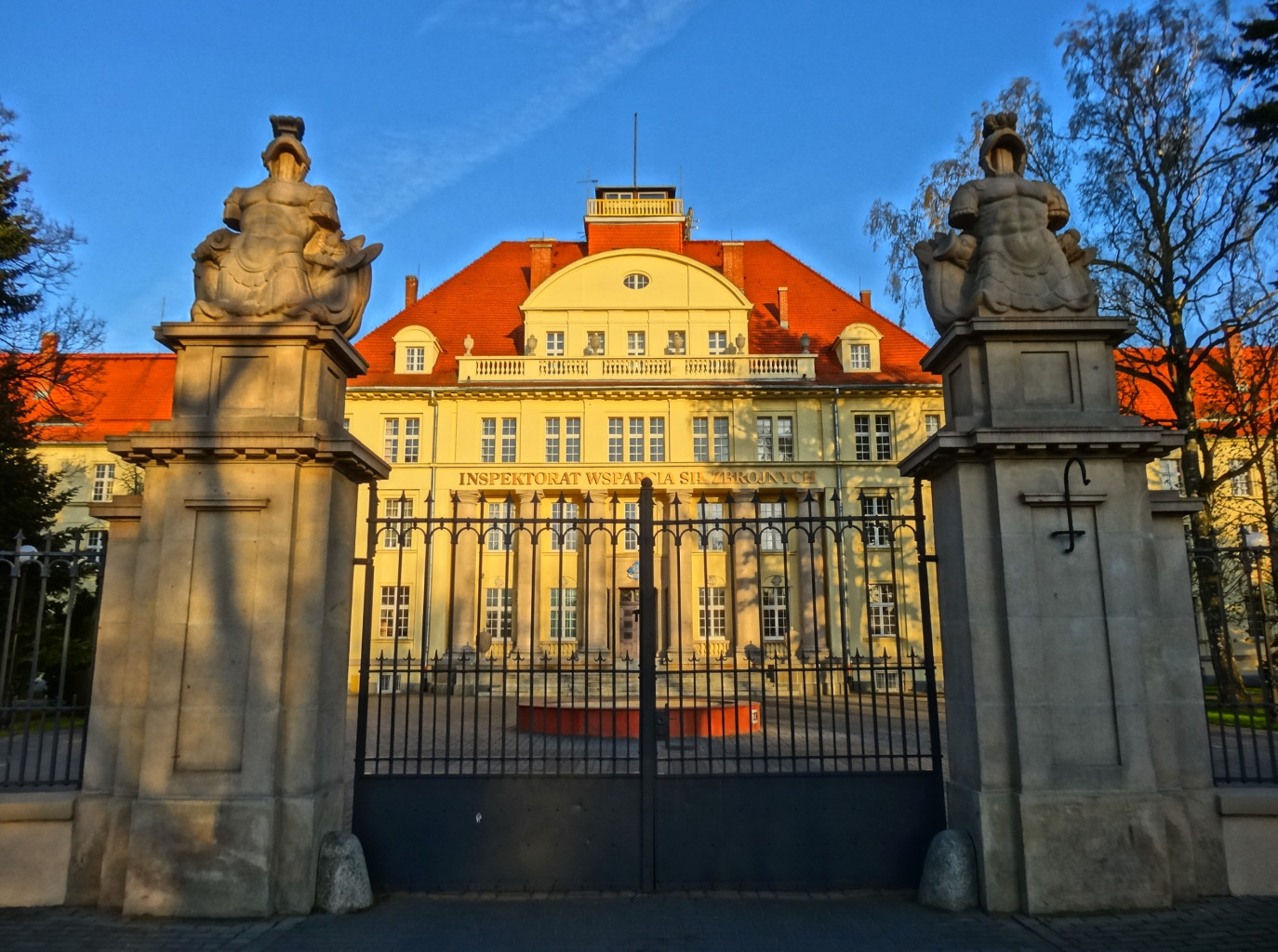
Wejście główne
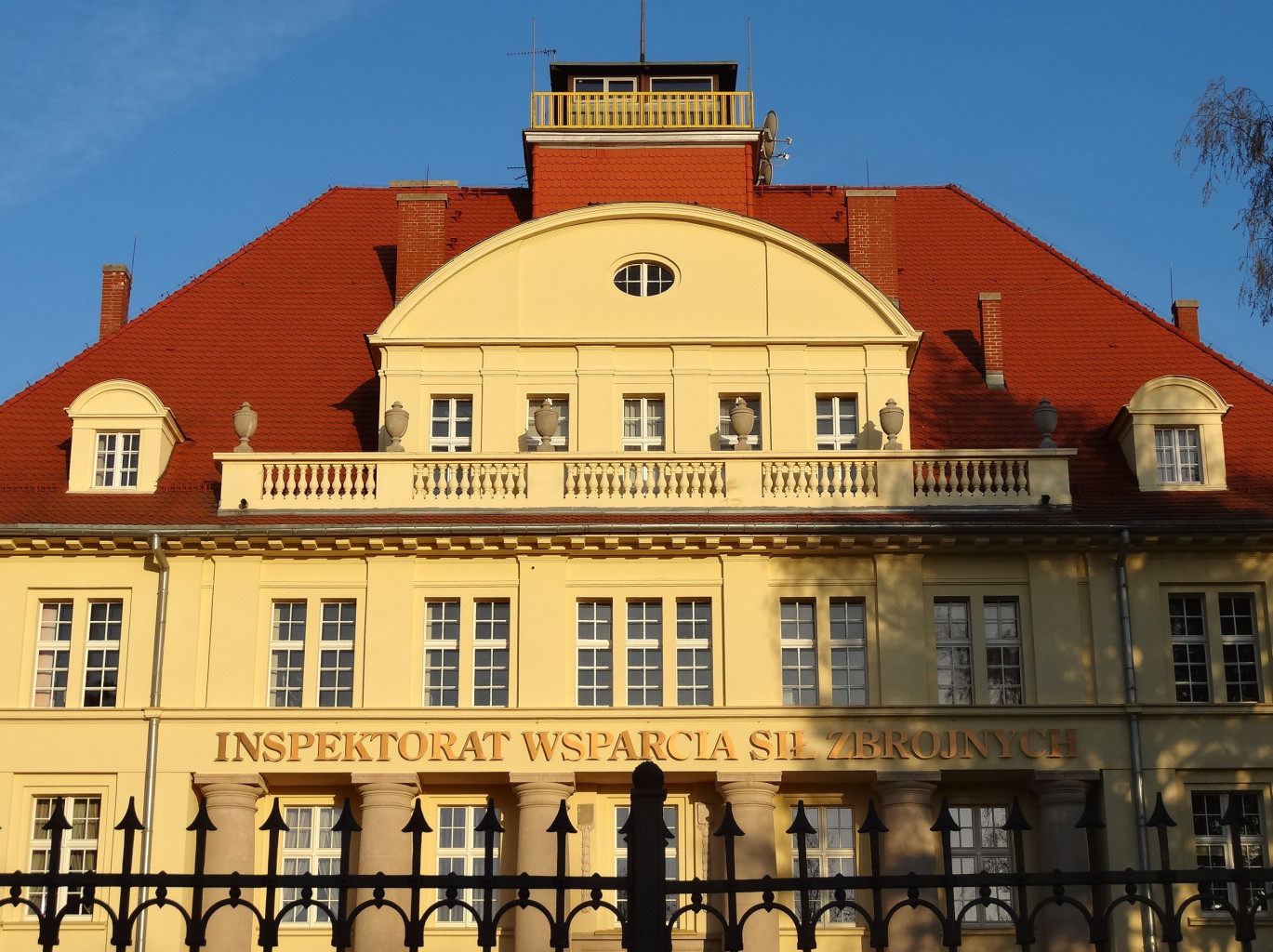
Ryzalit środkowy
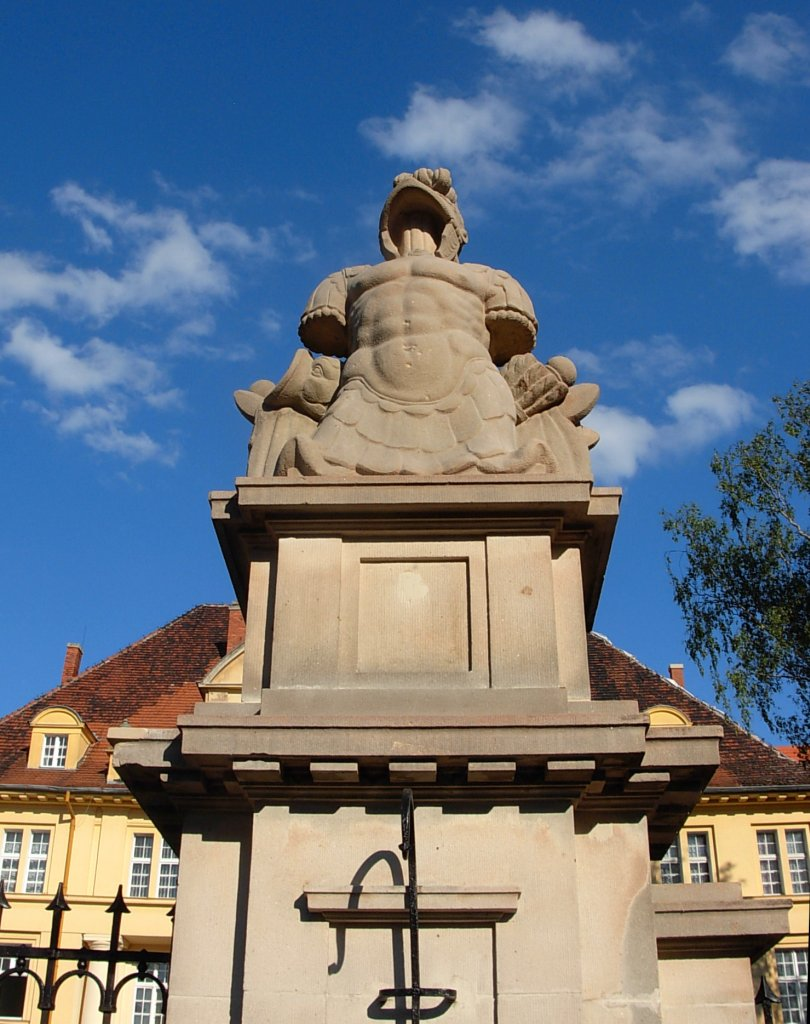
Panoplia w zwieńczeniu bramy